# Niezwykły ślub
Niezwykły ślub (tytuł oryginalny: Dasem e çuditëshme) – albański film fabularny z roku 1986 w reżyserii Esata Ibro, na podstawie opowiadania Sotira Andoniego pod tym samym tytułem.

## Opis fabuły
Akcja filmu rozgrywa się w 1943. Riza zwraca się o pomoc do partyzantów, aby ci pomogli przekonać Sherkę do tego, aby wyszła za niego za mąż. Kiedy dochodzi do ślubu partyzanci odkrywają, że pan młody współpracuje z okupantem. Sherka postanawia przerwać rozpoczęta ceremonię, a następnie porzuca Rizę i przyłącza się do oddziału.
Film realizowano w Korczy.

## Obsada
- Dhimitër Orgocka jako Riza
- Pranvera Lumani jako Sherka
- Dhorkë Orgocka jako matka Sherki
- Marko Bitraku jako Asim
- Petrika Riza jako Xhezmi Tahiri
- Ilir Hunçi jako Hodo
- Guri Koço jako Maliq
- Stavri Shkurti jako Dalip Canja
- Pandi Raidhi jako Gani, ojciec Sherki
- Sotiraq Bratko jako Servet
- Marta Burda jako matka Serveta
- Klaudeta Riza
- Merita Çoçoli